# Eratoneura igella
Eratoneura igella är en insektsart som först beskrevs av Ross och Delong 1950.  Eratoneura igella ingår i släktet Eratoneura och familjen dvärgstritar. Inga underarter finns listade i Catalogue of Life.